# Фабрика (Козенца)
Фабрика је насеље у Италији у округу Козенца, региону Калабрија.
Према процени из 2011. у насељу је живело 21 становника. Насеље се налази на надморској висини од 162 м.